# Tenerife Nord Lufthavn
 Ikke at forveksle med Tenerife Syd Lufthavn.
Tenerife Nord Lufthavn (IATA: TFN, ICAO: GCXO) (tidligere Los Rodeos Airport) er en international lufthavn der ligger ved byerne San Cristóbal de La Laguna og Santa Cruz på den nordlige del af den spanske ø Tenerife, ved de Kanariske Øer. I 2011 ankom 4.095.103 passagerer til lufthavnen og den håndterede 62.590 flybevægelser, hvilket gør den til Tenerifes anden travleste efter Tenerife Syd Lufthavn ved Granadilla de Abona i syd. Syd lufthavnen er base for de fleste rute- og charterflyvninger til øen. Fra Tenerife-Nord er ruten til Madrid-Barajas Lufthavn den største målt på antallet med passagerer, med op til 40 daglige afgange og over én million passagerer om året.
I lufthavnen skete i 1977 den værste flyulykke i historien, da to Boeing 747 fly kolliderede på landingsbanen i kraftig tåge. 583 passagerer og besætningsmedlemmer omkom.

## Selskaber og destinationer
| Flyselskaber                   | Destinationer                                                                       |
| ------------------------------ | ----------------------------------------------------------------------------------- |
| Air Europa                     | Barcelona, Bilbao, Leon, Madrid, Málaga, Miami, Seville.                            |
| Binter Canarias & NAYSA        | El Hierro, Fuerteventura, Gran Canaria, La Gomera, La Palma, Lanzarote.             |
| Finnair                        | Helsinki                                                                            |
| Iberia                         | Madrid                                                                              |
| Iberia opereret af Air Nostrum | Alicante, Badajoz, Granada, Santander, Santiago de Compostela, Valencia, Valladolid |
| Islas Airways                  | El Hierro, Fuerteventura, Gran Canaria, Lanzarote, La Palma                         |
| Santa Barbara Airlines         | Caracas                                                                             |
| Vueling Airlines               | Barcelona, Málaga, Sevilla                                                          |